# فلوتورا آجاج
فلوتورا آجاج (انگلیسی: Flutura Agaj؛ زادهٔ ۲۴ دسامبر ۱۹۹۴) بازیکن فوتبال اهل سوئیس است.
وی همچنین در تیم ملی فوتبال کوزوو بازی کرده است.